# Kazimierz Weydlich

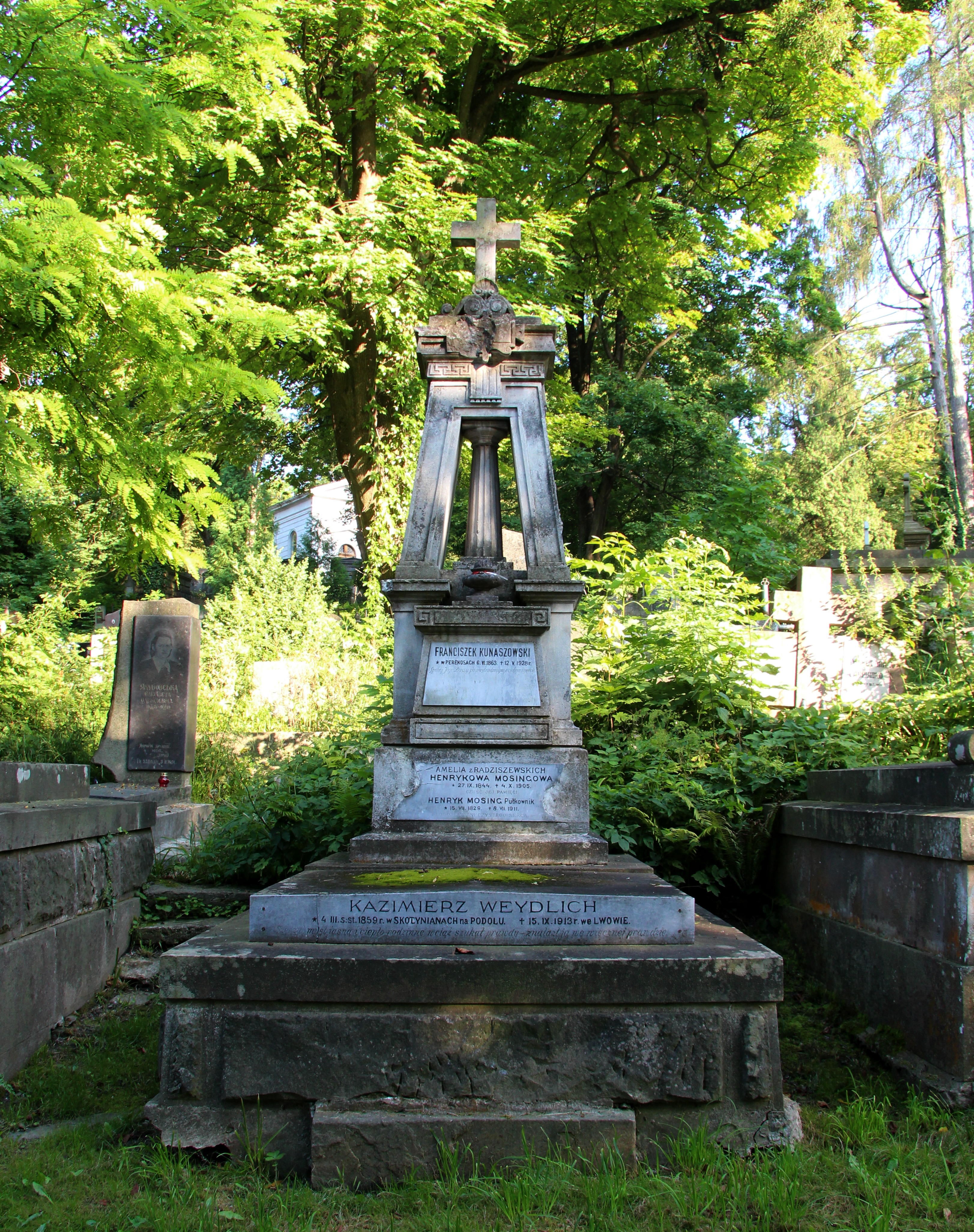

Kazimierz Weydlich (ur. 4 sierpnia 1859, zm. 17 września 1913 we Lwowie) – polski szachista.
Pochodził z rodziny arystokratycznej, obdarzonej tytułem hrabiowskim. Zainteresowania szachowe wyniósł z czasów nauki gimnazjalnej i kontynuował je na studiach. Na arenie zawodniczej debiutował w 1883 na drugich mistrzostwach Warszawy. Weydlich zajął w gronie dwunastu uczestników imprezy dzielone V-VI miejsce, ale okazał się jedynym, który pokonał zwycięzcę Józefa Żabińskiego; partia z przyszłym mistrzem Warszawy trwała 9 godzin.
W latach 90. XIX wieku Weydlich należał do czołówki szachowej Galicji. W listopadzie 1894 był w gronie założycieli Lwowskiego Klubu Szachistów i w pierwszym zarządzie objął funkcję skarbnika. Kilkakrotnie zajmował miejsce na podium klubowych mistrzostw, m.in. w 1896 dzielone II-III miejsce. Próbował również swoich sił w rywalizacji międzynarodowej i w 1894 wystartował w turnieju w ramach IX Kongresu Niemieckiego Związku Szachowego w Lipsku. Zdobył w tym turnieju 5 punktów, co przełożyło się na XVI miejsce. Dużo lepiej wypadł w korespondencyjnym turnieju "Le monde illustré" w 1897, w którym zajął II miejsce.
Miał okazję rywalizować m.in. z Szymonem Winawerem (pokonał go w 1885), Carlem Schlechterem (wygrał z nim w Lipsku w 1894), Dawidem Janowskim, Richardem Teichmannem, Josephem Blackburne'm. W 1898 wygrał w Warszawie mały, złożony z dwóch partii (w obu zwyciężył) mecz z Janem Taubenhausem. W Galicji jednym z głównych rywali Weydlicha był inny szachista z tytułem hrabiowskim, Ignacy Popiel.
Po raz ostatni w turnieju Weydlich zagrał we Lwowie w 1912, zajmując dzielone IV-V miejsce w gronie pięciu lokalnych szachistów. Zmarł rok później we Lwowie.